# Cambarincola elevata
Cambarincola elevata är en ringmaskart som beskrevs av Goodnight 1940. Cambarincola elevata ingår i släktet Cambarincola och familjen Cambarincolidae. Inga underarter finns listade i Catalogue of Life.